# Anton Schweitzer
Anton Schweitzer (bautizado el 6 de junio de 1735 en Coburg - 23 de noviembre de 1787 en Gotha) fue un compositor alemán.
A partir de más o menos 1745 Schweitzer fue niño cantor en Hildburghausen donde recibió sus primeras lecciones musicales y donde trabajó luego como violista y chelista en la Hofkapelle. En 1758 lo envía el duque de la ciudad a continuar estudios en la corte bávara con Jakob Friedrich Kleinknecht. Luego de que la orquesta de Hildburghausen fuera disuelta, a partir de 1769 fue maestro de capilla (Kapellmeister) de la truppe de teatro de Abel Seyler quien finalmente lo contrató en Weimar. Luego del incendio del teatro de Weimar de 1774, Schweitzer se asentó en Gotha donde tuvo éxito como sucesor de Georg Anton Benda como Kapellmeister de la corte.
Fue un reconocido compositor de ópera. Alceste, compuesta sobre un libreto de Christoph Martin Wieland, es una de las óperas alemanas más exitosas de finales del siglo XVIII.

## Selección de obras
- Elysium (Libreto: Johann Georg Jacobi, 18 de enero de 1770, Hoftheater Hannover)
- Die Dorfgala (Libreto: Friedrich Wilhelm Gotter, 30 de junio de 1772, Hannover)
- Alceste (Libreto: Christoph Martin Wieland, 28 de mayo de 1773 Hoftheater Weimar)
- Die Wahl des Herkules (Libreto: Christoph Martin Wieland, 3 de septiembre de 1773, Hoftheater Weimar)
- Rosamund (Libreto: Christoph Martin Wieland, 20 de enero de 1780, Nationaltheater Mannheim)